# Чобану, Себастьян
Себастьян Чобану (рум. Sebastian Ciobanu; род. 17 марта 1985 года, Яссы, Румыния) — румынский профессиональный кикбоксер, представляющий клуб «Котнарь-Скорпионс» (г. Яссы, Румыния) под прозвищем «Сын Дракулы» (рум. Fiul lui Dracula). Себастьян Чобану выступает в тяжелом весе, большинство боёв проведя в состязаниях К-1 и SUPERKOMBAT.

## Биография
Себастьян Чобану дебютировал в К-1 в 2009 году, проиграв украинскому кикбоксеру Сергею Лащенко в финальной части турнира K-1 World Grand Prix 2009 in Tokyo Final 16 Qualifying GP. До этого боец неоднократно участвовал в турнирах местного значения и пару турниров по правилам К-1, что и позволило ему квалифироваться на турнир в Японии.
Лучшим его достижением в карьере стало попадание в 2010 году в финал K-1 World Grand Prix in Bucharest после того как он одержал победу над Майти Мо(англ. Mighty Mo).